# ロベール・オッセン
ロベール・オッセン（Robert Hossein、1927年12月30日 - 2020年12月31日）は、フランスの俳優、映画監督である。本名はロベール・オッセノフ（Robert Hosseinoff）。

## 来歴
1927年12月30日、サマルカンド出身の作曲家アンドレ・オッセンの子としてパリに生まれる。
クールなマスク、渋い低音、安定した演技力という3拍子を併せ持ち、1950年代を代表する2枚目スターとなる。また映画製作会社を設立し、脚本や監督なども手がけ、おもにマカロニ・ウエスタンや犯罪映画系の作品に多く主演。知的な個性を全面に出し息の長い活動を続けた。
代表作に『アンジェリク』シリーズ、『傷だらけの用心棒』、『愛と哀しみのボレロ』、『男と女II』などがある。監督作は15本ある。
2020年12月31日、新型コロナウイルス感染症（COVID-19）により死去。奇しくも前日、93歳の誕生日を迎えたばかりだった。

## 日本で公開された出演作品
- 男の争い (Du rififi chez les hommes、1955)
- 罪と罰 (Crime et châtiment、1956)
- グランド・カナル 大運河 (Sait-on jamais...、1957)
- 目撃者 (Méfiez-vous fillettes、1957)
- 札束がすべて (Du rififi chez les femmes、1959)
- 殺られる (Des femmes disparaissent、1959)
- 悪党ども (Les Canailles、1960)
- ヒッチ・ガール (Les Petits matins、1961)
- 戦場を駈ける女 (Madame Sans-Gêne、1961)
- 戦士の休息 (Le Repos du guerrier、1962)
- 悪徳の栄え (Le Vice et la vertu、1962)
- 太陽は傷だらけ (Les Grands chemins、1962)
- めんどりの肉 (Chair de poule、1963)
- アンジェリク はだしの女侯爵 (Angélique, marquise des anges、1964)
- バンコ・バンコ作戦 (Banco à Bangkok pour OSS 117、1964)
- マルコ・ポーロ 大冒険 (La fabuleuse aventure de Marco Polo (L'échiquier de Dieu)、1963 - 1965)
- 凶悪犯 (Brigade antigangs、1966)
- 個人教授 (La Leçon particulière、1968)
- 砂漠の戦場エル・アラメン (La Battaglia di El Alamein、1969)
- 狼の賭け (Le Temps des loups、1969)
- 熱砂の戦車軍団 (Sept hommes pour Tobrouk (La Battaglia del deserto、1969)
- 華麗なる大泥棒 (Le Casse、1971)
- 花のようなエレ (Hellé、1972)
- ドンファン (Don Juan ou Si Don Juan était une femme...、1973)
- Prêtres interdits (1973)
- ポケットの愛 (L'Amant de poche、1978)
- 愛と哀しみのボレロ (Les Uns et les autres、1981)
- 流血の絆/野望篇 (Le Grand pardon、1982)
- さよなら夏のリセ (Surprise Party、1983)
- 男と女II (Un homme et une femme, 20 ans déjà、1986)
- 無秩序な少女 (Les Enfants du désordre、1989)
- レ・ミゼラブル (Les Misérables、1995)
- 肉の鑞人形 M.D.C. - (Maschera di cera、1997)
- エステサロン/ヴィーナス・ビューティ (Vénus Beauté (Institut)、1999)

## 監督作品
- 悪者は地獄へ行け (Les salauds vont en enfer、1955)
- 不良の掟 (Pardonnez nos offenses、1956)
- Toi, le venin (1959)
- 危険な階段 (Les Scélérats、1960)
- 殺人者に墓はない (La Mort d'un tueur、1964)
- 傷だらけの用心棒 (Une corde, un Colt、1969)
- レ・ミゼラブル (Les Misérables、1982)

## 受賞・栄誉
- 2006年、レジオンドヌール勲章コマンドゥール[3]
- 2006年、モナコ文化功労勲章（フランス語版）[4]
- 2019年、国家功労勲章グラントフィシエ[5]